# Tommy Portimo

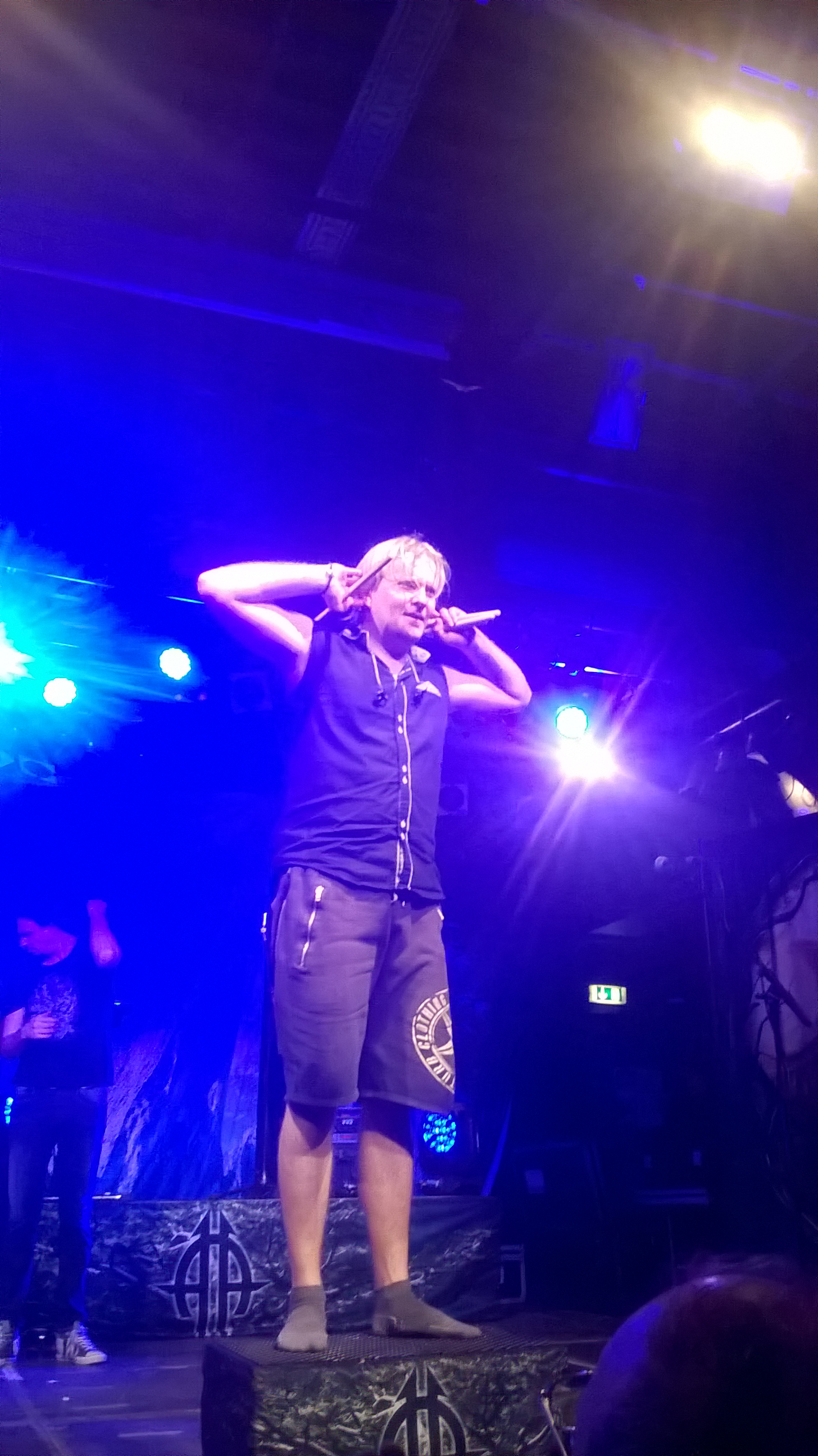
Tommy Portimo 2017 nach einem Konzert

Tommi Tapani „Tommy“ Portimo (* 5. September 1981 in Kemi) ist ein finnischer Schlagzeuger.
Portimo begann mit acht Jahren Schlagzeug zu spielen, inspiriert von einem Freund der ebenfalls Schlagzeug spielte. Im Alter von 14 Jahren gründete er gemeinsam mit Tony Kakko, Jani Liimatainen, Marko Paasikoski und Pentti Peura die Band Sonata Arctica. Angeblich machten die Finnen ursprünglich Musik, die nichts mit Metal zu tun hatte. Ab 1999 begann die Band Power Metal zu spielen und bekam einen Vertrag bei der Plattenfirma Spinefarm Records. Im selben Jahr erschien ihr erstes Album Ecliptica.

## Diskographie
Mit Sonata Arctica
- 1999: Ecliptica
- 2001: Silence
- 2003: Winterheart’s Guild
- 2004: Reckoning Night
- 2007: Unia
- 2009: The Days of Grays
- 2012: Stones Grow Her Name
- 2014: Pariah’s Child
- 2014: Ecliptica Revisited: 15th Anniversary Edition
- 2016: The Ninth Hour
- 2019: Talviyö
- 2022:  Acoustic Adventures - Volume One
- 2022:  Acoustic Adventures - Volume Two
- 2024: Clear Cold Beyond

Als Gastmusiker
- 2000: Various Artists - The Keepers Of Jericho (A Tribute To Helloween)
- 2016: Alavala - Lopullisia Alkuja